# Glaçons sur la Seine à Bougival
Glaçons sur la Seine à Bougival est un tableau de Claude Monet réalisé pendant l'hiver 1867-1868. Le sujet et son traitement font écho aux tableaux de Whistler exposés à Paris en 1867.

## Contexte
Monet, qui a connu le succès au Salon de 1866, avec La Femme à la robe verte, fonde de grands espoirs sur Femmes au jardin. L'année 1867 s'annonce propice à la confirmation à sa jeune notoriété. Une exposition universelle se tient à Paris en sus du Salon. Il compte sur ce tableau monumental pour impressionner le jury'. Mais, à la déception de se voir refuser, s'ajoutent des difficultés matérielles avec la naissance de son fils Jean, et les soins que nécessite la santé fragile de Camille. Les fonds viennent à manquer, et Monet presse Bazille, qui lui achète Femmes au Jardin contre une rente mensuelle de 50 francs sur cinquante mois, de lui envoyer des fonds supplémentaires. L'insistance de Monet fait surtout que leurs rapports en souffrent, et l'argent continue à manquer alors que l'hiver 1867-1868 est particulièrement rigoureux et que la Seine gèle à plusieurs endroits,.
Avant de partir pour Le Havre, afin de trouver le gîte auprès d'une famille de plus en plus réticente à lui accorder une aide financière et qui doute dans sa capacité à s'assurer des revenus décents avec son art, il se rend à Bougival. Il y saisit une vue en direction de l'amont, l'île de Croissy étant à gauche.

## Style
C'est la première fois que Monet représente la Seine gelée. L'atmosphère hivernale est accentuée par un dégradé de brume et une quasi absence de couleur. Son style, utilisant auparavant une palette aux couleurs variées, paraît, cette fois, proche de celui que Whistler emploie dans ses vues presque monochromes des bords de la Tamise. Monet habitant Paris lors de l'exposition universelle de 1867, durant laquelle des tableaux du peintre américain sont exposés, il est possible qu'il ait vu certaines de ses œuvres. De plus, La Tamise dans la glace est sélectionné pour le Salon de la même année.

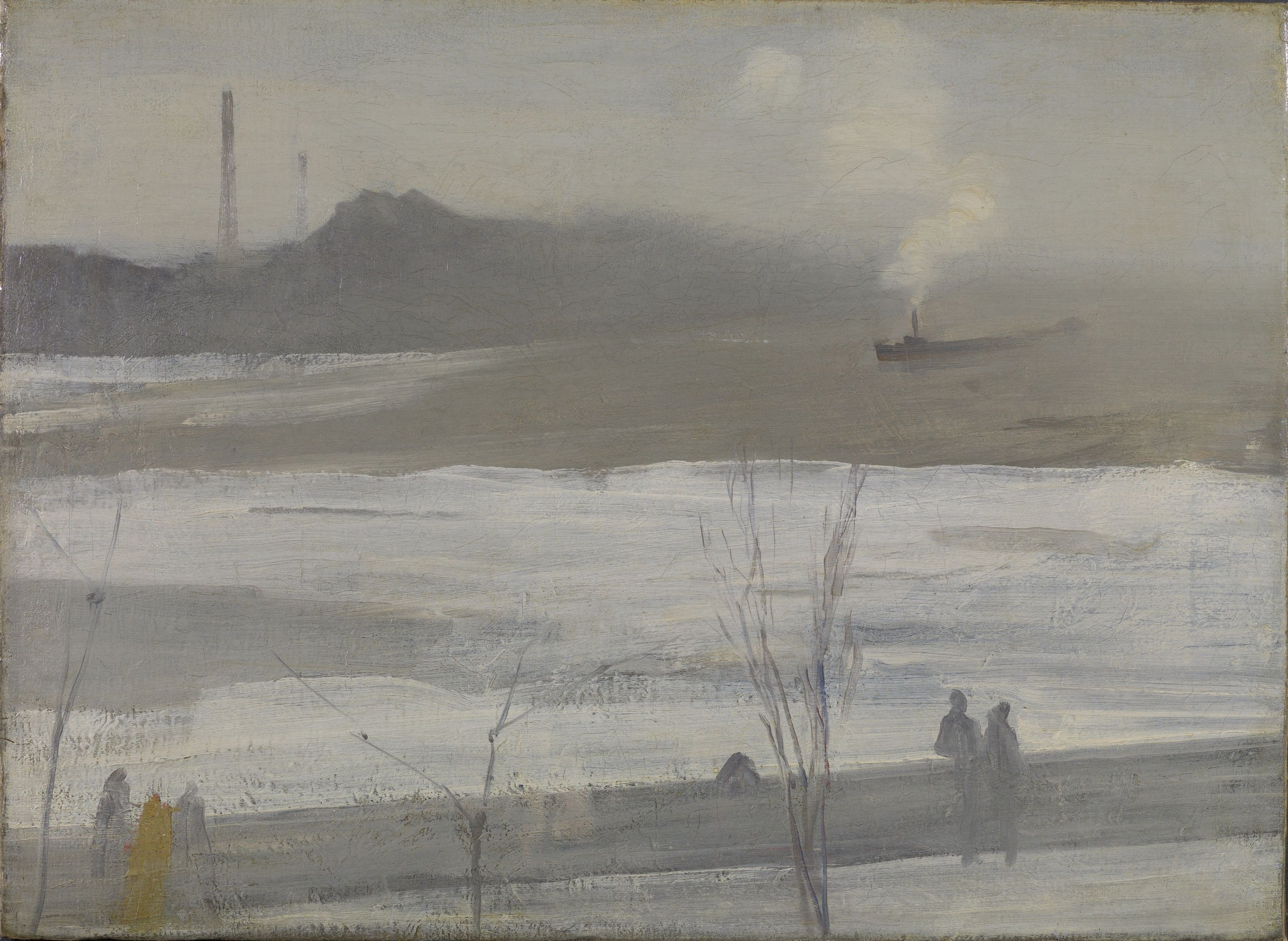
Chelsea in ice, 1864, huile sur toile, James Abott McNeil Whistler, collection privée

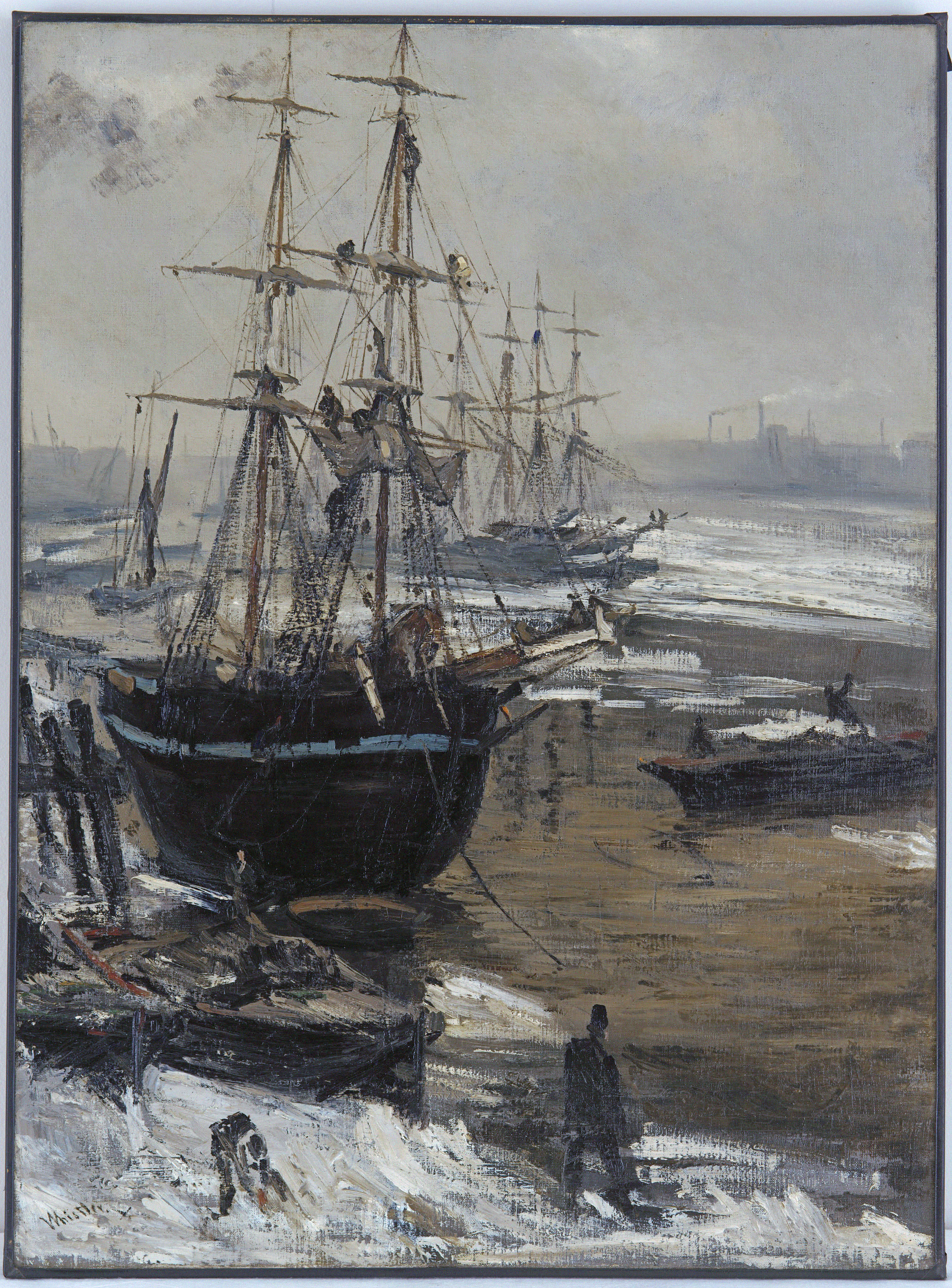
La Tamise dans la glace, 1860, huile sur toile, James Abott McNeil Whistler, à la Galerie d'Art Freer.

Monet montre ici une volonté d'unité dans la sobriété, mais avec des techniques très différentes, avec celle représentant les berges, précise et relatant une certaine animation, qui s'oppose à celle consacrée au fleuve et à l'arrière-plan, faite de larges applications, évoquant une forme d'immobilisme.
L'hiver 1889-1890 donnera au peintre l'occasion de représenter des vues dans le même contexte.

## Parcours de l'œuvre
Elle intègre des collections privées avant de faire l'objet d'un don à l'État français en 1961. Elle est exposée au musée du Louvre.
Elle fait partie de plusieurs expositions itinérantes en France et au Japon, dont en 2004-2005, Turner, Whistler, Monet, au Grand-Palais, qui met en regard les styles et évocations artistiques des trois peintres.